# Joel Felix
Joel Rasmus Felix (St. Marteen, 13 gennaio 1998) è un calciatore santaluciano naturalizzato danese, difensore dell'Arminia Bielefeld.

## Biografia
È nato a St. Marteen, una località sull'isola di Saint Lucia, da padre santaluciano e madre danese. All'età di pochi mesi, la famiglia si trasferisce in Danimarca, a Copenaghen, più precisamente nel quartiere di Vanløse.

## Carriera

### Club
Cresciuto nel settore giovanile di Vanløse, B.93 e Copenaghen, nel 2017 viene acquistato dal Twente, dove gioca per due stagioni con la squadra riserve. Nel 2019 fa ritorno in patria, tra le file del Næstved, militante nella seconda divisione locale. La stagione successiva si trasferisce allo Silkeborg, con cui ottiene anche una promozione in massima serie. Esordisce in Superligaen il 6 agosto 2021, in occasione dell'incontro vinto per 4-1 contro il Viborg.
Nell'estate del 2024 si trasferisce all'Arminia Bielefeld, club della terza divisione tedesca.

### Nazionale
Ha giocato nelle nazionali giovanili danesi Under-18 ed Under-19.

## Statistiche

### Presenze e reti nei club
Statistiche aggiornate al 26 agosto 2022.
| Stagione        | Squadra         | Campionato      | Campionato | Campionato | Coppe nazionali | Coppe nazionali | Coppe nazionali | Coppe continentali | Coppe continentali | Coppe continentali | Altre coppe | Altre coppe | Altre coppe | Totale | Totale |
| Stagione        | Squadra         | Comp            | Pres       | Reti       | Comp            | Pres            | Reti            | Comp               | Pres               | Reti               | Comp        | Pres        | Reti        | Pres   | Reti   |
| --------------- | --------------- | --------------- | ---------- | ---------- | --------------- | --------------- | --------------- | ------------------ | ------------------ | ------------------ | ----------- | ----------- | ----------- | ------ | ------ |
| 2019-2020       | Næstved         | 1D              | 30         | 1          | CD              | 1               | 0               |                    | -                  | -                  |             | -           | -           | 31     | 1      |
| 2020-2021       | Silkeborg       | 1D              | 12+7       | 0+1        | CD              | 2               | 0               |                    | -                  | -                  |             | -           | -           | 21     | 1      |
| 2021-2022       | Silkeborg       | SL              | 10+10      | 0          | CD              | 2               | 0               |                    | -                  | -                  |             | -           | -           | 22     | 0      |
| 2022-2023       | Silkeborg       | SL              | 6          | 0          | CD              | 0               | 0               | UEL                | 2                  | 1                  |             | -           | -           | 8      | 1      |
| Totale carriera | Totale carriera | Totale carriera | 75         | 2          |                 | 5               | 0               |                    | 2                  | 1                  |             | -           | -           | 82     | 3      |

## Palmarès

### Club

#### Competizioni nazionali
- Coppa di Danimarca: 1

Silkeborg: 2023-2024
- 3. Liga: 1

Arminia Bielefeld: 2024-2025